# Eumenes transbaicalicus
Eumenes transbaicalicus är en stekelart som beskrevs av Kurzenko 1984. Eumenes transbaicalicus ingår i släktet krukmakargetingar, och familjen Eumenidae. Inga underarter finns listade i Catalogue of Life.